# Mario López (acteur)
Pour les articles homonymes, voir Mario Lopez et Lopez.
 (septembre 2023).
Mario Lopez est un acteur et producteur de cinéma américain né le 10 octobre 1973 à Chula Vista, en Californie (États-Unis), connu pour son rôle d'A.C. Slater dans la série Sauvés par le gong. En 2012, il est le présentateur du télé crochet The X Factor, en duo avec Khloé Kardashian.

## Biographie
Mario Lopez est né à San Diego en Californie de Elvia, télévendeuse, et Mario Senior, qui a travaillé pour la municipalité de National City. Il est diplômé de Chula Vista High School en 1991, il était lutteur pour son école dans la catégorie de poids des 70 kg le plaçant en 2de place dans le comté de San Diego et 7e dans l'État de Californie. Il a perdu sa virginité à l'âge de 12 ans d’après son autobiographie. Sa famille, d'ascendance mexicaine (Culiacan, Sinaloa, Mexique) est de confession catholique au sens large. 
Mario Lopez, commence sa carrière avec des petites apparitions dans les séries des années 1980. On le voit même en 1988 dans le film Colors de Dennis Hopper avec Sean Penn ; un rôle mineur. En 1989, il démarre l'aventure Sauvés par le gong qui fera de lui une « star » auprès du jeune public. Il participe à la série pendant 4 ans, de 1989 à 1993.
Il poursuit sa carrière par un certain nombre de téléfilms puis, après un passage à vide, fait son retour en 1998 dans deux saisons de Pacific Blue dans le rôle d’un policier de choc à vélo sur les plages de Venice et Malibu.
Il joue dans de nombreux téléfilms avant de connaître la gloire de présentateur de shows télévisés aux États-Unis. 
Il a participé à la troisième saison de Dancing with the Stars avec comme partenaire, la danseuse professionnelle Karina Smirnoff. Ils arriveront second.
En 2006-2007, Lopez fait quelques réapparitions télévisuelles, puis est invité dans la saison 4 et dans la saison 6 de Nip/Tuck. Il est aussi la vedette d'Amour, Gloire et Beauté nouvelle génération. Il est aussi en ces jours présentateur d'une émission de danse America's Best Dance Crew sur MTV.
Il est très ami avec Eva Longoria. Depuis le divorce annoncé de celle-ci avec Tony Parker le 21 novembre 2010, ils renouent des liens que la presse accapare pour en faire leur une.
Il est marié avec Courtney Mazza et ils ont trois enfants : Gia (née le 11 septembre 2010), Dominic (né le 9 septembre 2013) et Santino (né le 8 juillet 2019).
En 2020, il fait son grand retour dans le rôle du colonel Harland Sanders dans le court-métrage A Recipe for Seduction pour la marque KFC.

## Filmographie

### Comme acteur

#### Cinéma
- 1986 : Chartbusters (vidéo)
- 1988 : Couleurs (Colors) : Felipe's Friend
- 1996 : Dépravée (Depraved) : Jessie Mata
- 1996 : Fever Lake (vidéo) : Steve
- 1996 : El Cóndor de oro : BodyGuard2
- 1997 : The Journey: Absolution : Ryan Murphy
- 1999 : Eastside : Antonio Lopez
- 2000 : A Crack in the Floor : Lehman
- 2000 : Big Brother Trouble : Coach
- 2002 : Outta Time : David Morales
- 2002 : King Rikki : Juan Vallejo
- 2005 : Aloha, Scooby-Doo (vidéo) : Manu Tuiama / Mainland Surfer (voix)
- 2011 : Dance Battle: Honey 2 : Lui-même

#### Télévision

##### Séries télévisées
- 1984 : a.k.a. Pablo (6 épisodes) : Tomas Del Gato
- 1984 : Kids Incorporated (64 épisodes, 1984-1986) : Dancer  / Drummer
- 1986 : The Deacon Street Deer (saison 30, épisode 14) : Hector
- 1986 : Les Craquantes (The Golden girls) (saison 2, épisode 21) : Mario Sanchez
- 1993 : Big Boys Don't Cry : Ray Sanchez
- 1989-1993 : Sauvés par le gong : A.C. Slater
- 1997 : Union Square (saison 1, épisode 9) : Guillermo
- 1998 : USA High (saison 1, épisodes 60 & 61) : Raphael Banderas
- 1998-2000 : Pacific Blue (44 épisodes) : Officier de police Bobby Cruz
- 2000 : Resurrection Blvd. (saison 1, épisode 14) : Ramon Perez
- 2001 : FBI Family (saison 1, épisode 25) : Lazaro Chaveco
- 2001 : Popular (saison 2, épisode 18) : Pablo
- 2003 : Eve (saison 1, épisode 8) : Roberto
- 2004 : Extreme Dodgeball : L.A. Armed Response Captain (2005)
- 2005 : The Bad Girl's Guide (saison 1, épisode 3) : Ricardo
- 2006 : Mind of Mencia (saison 2, épisode 1) : Carlo's Friend
- 2006 : Amour, gloire et beauté (46 épisodes) : Dr Christian Ramírez
- 2006-2010 : Nip/Tuck (8 épisodes) : Dr Mike Hamoui
- 2007 : Une famille du tonnerre (saison 6, épisode 15) : Officier Hector Sanchez
- 2011: Drop Dead Diva (saison 3, épisode 1) : Lui-même
- 2012 : 1, rue Sésame (saison 43, épisode 5) : Mario
- 2012-2014 : The Chica Show (48 épisodes) : Stitches
- 2015 : Powers : Lui-même
- 2015 : Major Crimes : Lui-même
- 2015 et 2016 : Nashville (épisodes 3x12 & 4x18) : Lui-même
- 2016 : Still the King (saison 1, épisode 13) : Lui-même
- 2016 : NCIS : Nouvelle-Orléans (saison 3, épisode 3) : NOPD Officier Hernandez
- 2017 : Rosewood : Lui-même
- 2017 : Hôpital central (épisode 13815) : Lui-même
- 2018 : Jane the Virgin (saison 4, épisode 15) : Lui-même
- 2018 : This Is Us (saison 3, épisode 2) : Lui-même
- 2019 : The Rookie (saison 1, épisode 16) : Lui-même
- 2019 : The Other Two (pilote) : Lui-même
- 2019 : Brooklyn Nine-Nine (saison 6, épisode 4) : Lui-même
- 2020 : The Baker and the Beauty (pilote) : Lui-même
- 2020 : Ashley Garcia : géniale et amoureuse : Nico
- 2020 : Saved by the Bell : A.C. Slater

##### Téléfilms
- 1986 : Kids Incorporated: Rock in the New Year : Danseur
- 1987 : The Last Fling : Car Rental Clerk
- 1992 : Saved by the Bell: Hawaiian Style : A.C. Slater
- 1994 : Saved by the Bell: Wedding in Las Vegas : A.C. Slater
- 1997 : 
  - Breaking the Surface: The Greg Louganis Story : Greg Louganis
  - Prise d'otage sanglante (en) (Killing Mr. Griffin) : Dave Ruggles
- 2004 : The Soluna Project (court-métrage) : Antonio
- 2007 : 
  - Un fiancé pour Noël (Holiday in Handcuffs) de Ron Underwood : David Martin / Nick
  - Eight Days a Week : Peter Lee
- 2008 : Husband for Hire de Kris Isacsson : Marco
- 2010 : Le sauveur de Noël (The Dog Who Saved Christmas Vacation) de Michael Feifer : Zeus (voix)
- 2016 : Grease: Live ! de Thomas Kail et Alex Rudzinski : Vince Fontaine
- 2017 : Noël au pays des jouets (A Very Merry Toy Store) de Paula Hart : Will DiNova
- 2020 : Noël a cappella (Feliz NaviDAD) de Melissa Joan Hart : David Morales, proviseur du lycée et livreur
- 2021 : Holiday in Santa Fe de Jody Margolin Hahn : Tony Ortega

### Comme producteur
- 2002 : Outta Time
- 2020 : Ashley Garcia : géniale et amoureuse

### Comme présentateur
- America's Best Dance Crew
- The X Factor
- Séduction haute tension

## Distinctions

### Récompenses
- 41e cérémonie des Daytime Emmy Awards 2014 : Meilleur programme d'actualités de divertissement pour Extra (1994-).
- 43e cérémonie des Daytime Emmy Awards 2016 : Meilleur programme d'actualités de divertissement pour Extra (1994-).